# 28204 Liyakang
28204 Liyakang è un asteroide della fascia principale. Scoperto nel 1998, presenta un'orbita caratterizzata da un semiasse maggiore pari a 2,4116673 UA e da un'eccentricità di 0,1824332, inclinata di 2,93998° rispetto all'eclittica.